# ليزا غوتليب
ليزا غوتليب (بالإنجليزية: Lisa Gottlieb)‏ هي مخرجة أمريكية، ولدت في 12 أغسطس 1971.

## وصلات خارجية
- ليزا غوتليب على موقع IMDb (الإنجليزية)
- ليزا غوتليب على موقع ألو سيني (الفرنسية)
- ليزا غوتليب على موقع أول موفي (الإنجليزية)
- ليزا غوتليب على موقع قاعدة بيانات الأفلام السويدية (السويدية)
- ليزا غوتليب على موقع قاعدة بيانات الفيلم (الإنجليزية)
- ليزا غوتليب على موقع كينوبويسك (الروسية)